# Skarbimierz (Opole)
Pour les articles homonymes, voir Skarbimierz.
Skarbimierz est une localité polonaise du gmina de Skarbimierz, située dans le powiat de Brzeg (voïvodie d'Opole).